# Echidna leucotaenia
Echidna leucotaenia är en fiskart som beskrevs av Schultz, 1943. Echidna leucotaenia ingår i släktet Echidna och familjen Muraenidae. Inga underarter finns listade i Catalogue of Life.